# Wohn- und Wirtschaftsgebäude Hoher Weg 1
Das Wohn- und Wirtschaftsgebäude Hoher Weg 1 im niedersächsischen Berne-Neuenhuntorf in dem Landkreis Wesermarsch, stammte aus dem 19. Jahrhundert.
Aktuell (2023) soll es nicht genutzt werden oder abgängig sein.
Das Gebäude steht (stand) unter Denkmalschutz (siehe auch Liste der Baudenkmale in Berne).

## Beschreibung
Das eingeschossige traufständige Wohn- und Wirtschaftsgebäude als Zweiständer-Hallenhaus in Fachwerk mit Steinausfachungen, Krüppelwalmdach, Niedersachsengiebel sowie Groote Door mit Korbbogen stammte aus Mitte des 19. Jahrhunderts. Am Wohnteil wurden traufseitig die Wände in Backstein ersetzt. Das Haus soll abgängig sein.
 Auf der Hofanlage stehen weitere nicht denkmalgeschützte Nebenanlagen.
Das Landesdenkmalamt befand: „… geschichtliche Bedeutung … als beispielhaftes Fachwerkhallenhaus aus der Mitte des 19. Jhs.  … .“